# 22 de Julio Fútbol Club
O 22 de Julio Fútbol Club, mais conhecido como 22 de Julio, é um clube de futebol equatoriano fundado em 28 de julho de 2020 com o nome Cimarrón Furia Verde e refundado em 12 de setembro de 2023 com o nome atual. Sua sede fica em Esmeraldas (também conhecida como San Mateo de las Esmeraldas), cidade e capital do cantão homônimo e da província de mesmo nome.
Manda seus jogos no Folke Anderson, praça esportiva localizada em Esmeraldas e pertencente à Federação Esportiva de Esmeraldas, que tem capacidade para 14 mil espectadores aproximadamente. Compete na Série B do Campeonato Equatoriano desde a temporada de 2025.
O clube é filiado à Associação de Futebol Não-Amador de Esmeraldas (AFE).

## História
O clube foi oficialmente fundado como Club Deportivo Profesional "Cimarrón Furia Verde" em 28 de julho de 2020. Por meio de uma reforma total em seu estatuto em 12 de setembro de 2023, o clube foi refundado e passou a adotar o nome 22 de Julio Fútbol Club.

## Temporadas no Campeonato Equatoriano de Futebol
| Competição        | Nível            | Status           | Anos              |
| Série A           | Primeira divisão | Profissional     | nenhuma           |
| Série B           | Segunda divisão  | Profissional     | 2025 ― hoje       |
| Segunda Categoria | Terceira divisão | Semiprofissional | 2021, 2023 ― 2024 |

## Títulos

### Nacionais
| Competição        | Nível            | Títulos  | Vices  |
| Segunda Categoria | Terceira divisão | 1 (2024) | nenhum |

### Provinciais
| Competição                      | Títulos  | Vices  |
| Segunda Categoria de Esmeraldas | 1 (2024) | nenhum |